# Conus tethys
Espèce
Conus tethys est une espèce de mollusques gastéropodes marins de la famille des Conidae.
Comme toutes les espèces du genre Conus, ces escargots sont prédateurs et venimeux. Ils sont capables de « piquer » les humains et doivent donc être manipulés avec précaution, voire pas du tout.

## Description
La taille de la coquille atteint 85 mm.

## Distribution
Cette espèce marine est présente au large de l'archipel de Sulu, aux Philippines.

## Taxonomie

### Publication originale
L'espèce Conus tethys a été décrite pour la première fois en 2011 par les malacologistes américains Edward James Petuch (d) et Dennis M. Sargent (d) dans « Visaya »,.

### Synonymes
- Conus (Virgiconus) tethys (Petuch & Sargent, 2011) · appellation alternative
- Virgiconus tethys Petuch & Sargent, 2011 · non accepté (combinaison originale)